# Tivetshall St Margaret
Tivetshall St Margaret is een civil parish in het bestuurlijke gebied South Norfolk, in het Engelse graafschap Norfolk met 295 inwoners.